# Kanton Fourchambault
Der Kanton Fourchambault ist seit 2015 ein französischer Wahlkreis im Arrondissement Nevers im Département Nièvre und in der Region Bourgogne-Franche-Comté; sein Hauptort ist Fourchambault.

## Gemeinden
Der Kanton besteht aus vier Gemeinden mit insgesamt 12.083 Einwohnern (Stand: 1. Januar 2022) auf einer Gesamtfläche von 64,16 km²:
| Gemeinde             | Einwohner 1. Januar 2022 | Fläche km² | Dichte Einw./km² | Code INSEE | Postleitzahl |
| -------------------- | ------------------------ | ---------- | ---------------- | ---------- | ------------ |
| Fourchambault        | 4.019                    | 4,55       | 883              | 58117      | 58600        |
| Garchizy             | 3.666                    | 16,42      | 223              | 58121      | 58600        |
| Germigny-sur-Loire   | 748                      | 18,78      | 40               | 58124      | 58320        |
| Marzy                | 3.650                    | 24,41      | 150              | 58160      | 58180        |
| Kanton Fourchambault | 12.083                   | 64,16      | 188              | 5807       | –            |